# Denis Moschitto

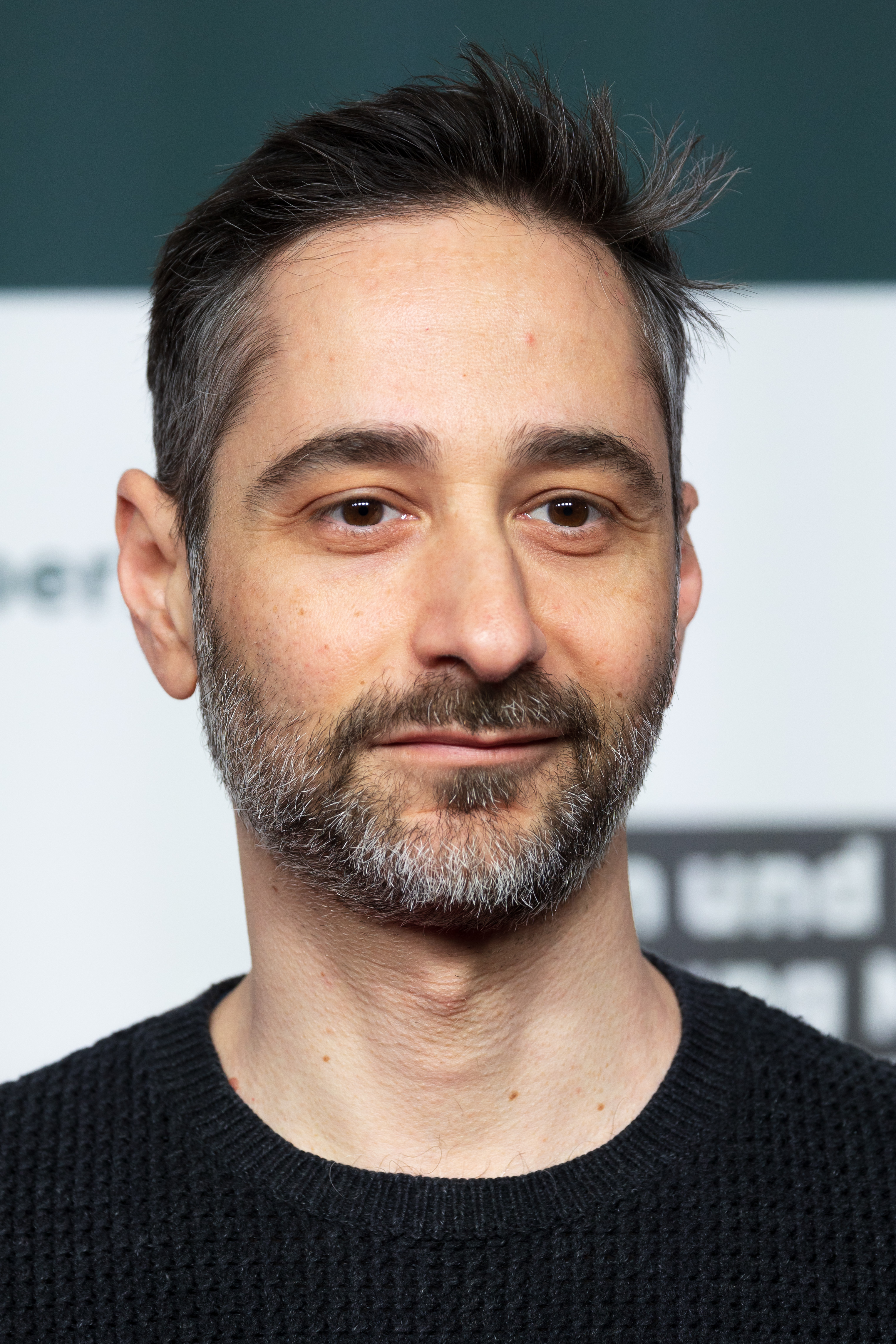
Denis Moschitto bei der Berlinale 2023

Denis Moschitto [mosˈkitːo] (* 22. Juni 1977 in Köln) ist ein deutscher Filmschauspieler. Mit Schock gab er 2023 sein Debüt als Drehbuchautor und Filmregisseur.

## Leben
Der Sohn eines Italieners und einer Türkin wurde in Köln geboren, wo er auch aufwuchs. Bereits während seiner Schulzeit spielte Moschitto Theater.
In seiner Jugend war er zudem in der Hackerszene und Demoszene tätig. Zusammen mit William Evrim Sen veröffentlichte er im Jahr 1999 das Buch Hackerland – Das Logbuch der Szene. Das zweite Buch von Sen und Moschitto erschien im Jahr 2000 unter dem Titel Hackertales – Geschichten von Freund + Feind. Ebenfalls mit Sen veranstaltete er die Cologne Conference, bei der unter anderem auch der Gravenreuth-Dart-Wettbewerb ausgetragen wurde, bei dem mit Dartpfeilen auf eine Dartscheibe mit dem Konterfei von Günter Freiherr von Gravenreuth geworfen wurde.
Nach seinem Abitur begann Moschitto zunächst ein Philosophiestudium, bevor er sich seiner Karriere als Schauspieler widmete. Bekannt wurde er vor allem durch Filme wie Verschwende deine Jugend, Süperseks, Kebab Connection und Chiko. Weitere bekannte Spielfilme, in denen er als Darsteller mitwirkte, waren Almanya – Willkommen in Deutschland und zuvor 1½ Ritter – Auf der Suche nach der hinreißenden Herzelinde von und mit Til Schweiger (2008). Außerdem spielte er die Rolle des Murat Kurnaz in Fatih Akıns Kurzfilm Der Name Murat Kurnaz. Er war ebenfalls in dem international ausgezeichneten Akın-Film Aus dem Nichts und in einem weiteren Film Akıns, Rheingold, zu sehen.
Beim Filmfest München präsentiert Moschitto 2023 sein Regiedebüt Schock (Co-Autor und Co-Regisseur mit Daniel Rakete Siegel), in dem er an der Seite von Fahri Yardım einen Arzt spielt, der auf die schiefe Bahn gerät. Filmjournalist Dieter Oßwald schreibt dazu in Programmkino.de: „Wie einst in ‚Chiko‘ vermag Denis Moschitto im eigenen Regie-Debüt mit Charisma und Glaubwürdigkeit zu überzeugen.“

## Auszeichnungen
Denis Moschitto erhielt mehrere Auszeichnungen für seine Darstellungen, u. a. im Jahr 2003 den Günter-Strack-Fernsehpreis als bester Jungdarsteller für die Tatort-Folge Romeo und Julia. 2009 erhielt er eine Nominierung für den Deutschen Filmpreis als bester Hauptdarsteller für seine Leistung in Chiko.

## Filmografie (Auswahl)
- 1999: Ein Lied von Liebe und Tod – Gloomy Sunday
- 1999: Tatort: Drei Affen
- 2000: Schule
- 2001: Tatort: Bestien
- 2001: Nichts bereuen
- 2002: Lassie (Kurzfilm)
- 2003: Tatort: Romeo und Julia
- 2003: Northern Star
- 2003: Die Klasse von ’99 – Schule war gestern, Leben ist jetzt
- 2003: Verschwende deine Jugend
- 2004: Ein starkes Team: Der Verdacht (Fernsehfilm)
- 2004: Kebab Connection
- 2005: Süperseks
- 2006: Pastewka (Die Einweihungsparty)
- 2007: Meine böse Freundin
- 2007: KRIMI.DE
- 2008: Zwei Zivis zum Knutschen
- 2008: Einheitsmelodie (Kurzfilm)
- 2008: Chiko
- 2008: 1½ Ritter – Auf der Suche nach der hinreißenden Herzelinde
- 2008: Stolberg – Blutgrätsche
- 2009: Deutschland 09 – 13 kurze Filme zur Lage der Nation
- 2009: Tatort: Familienaufstellung
- 2009: Zweiohrküken
- 2010–2012: Allein gegen die Zeit
- 2011: Almanya – Willkommen in Deutschland
- 2011: Gegengerade – Niemand siegt am Millerntor
- 2011: Spreewaldkrimi – Die Tränen der Fische (TV)
- 2011: Rubbeldiekatz
- 2011: Brand – Eine Totengeschichte
- 2012: Tatort: Hochzeitsnacht
- 2013: Verbrechen nach Ferdinand von Schirach (Episode Tanatas Teeschale)
- 2013: Zweisitzrakete
- 2013: Unter Beobachtung (Closed Circuit)
- 2014: Tatort: Türkischer Honig
- 2014: Coming In
- 2015–2017: Im Knast (12-teilige Fernsehserie)
- 2016: Uns geht es gut
- 2016: Helen Dorn: Gefahr im Verzug
- 2016: München Mord – Kein Mensch, kein Problem
- 2016: Volt
- 2016: Comedy Rocket
- 2017: Wilde Maus
- 2017: Amelie rennt
- 2017: Aus dem Nichts
- 2017: SOKO Köln (Fernsehserie, 1 Folge)
- 2018: Ein Fall für zwei (Fernsehserie, 1 Folge)
- 2018: Kroymann (Satiresendung, 1 Folge)
- 2019: Bella Germania (Dreiteiler)
- 2019: Jerks. (Fernsehserie, 1 Folge)
- 2019: Dem Horizont so nah (Kinofilm)
- 2021: Die Zukunft ist ein einsamer Ort (Kinofilm)
- 2021: Nestwochen
- 2021: WaPo Bodensee (Fernsehserie, Episode Mechthild deckt auf)
- 2021: KBV – Keine besonderen Vorkommnisse (Fernsehserie)
- 2021: Helen Dorn: Die letzte Rettung
- 2022: Liebesdings
- 2022: Rheingold
- 2022: Over & Out
- 2023: Schock
- 2024: Unsichtbarer Angreifer
- 2024: Überväter
- 2025: Die Kinderschwindlerin (Fernsehfilm)

## Hörspiele
- 2007: Bodo Traber und Tilman Zens: 51 Grad West – Regie: Petra Feldhoff  (Hörspiel – WDR)[5]
- 2013: Tom Noga: L.A. Blues – Regie: Gerrit Booms (Hörspiel – WDR)[6]
- 2014: Philip Stegers: Die Siedlung – Regie: Benjamin Quabeck (Hörspiel – WDR)[7]
- 2014: Thilo Reffert: Das Milliardengrab – Regie: Petra Feldhoff (Kriminalhörspiel – WDR)
- 2014: Monika Buschey: Der silberne Klang – Regie: Thomas Leutzbach (Kinderhörspiel (2 Teile) – WDR)
- 2018: Hilary Mantel: Brüder – Regie: Walter Adler (Hörspielserie (26 Teile) – WDR)
- 2018: Volker Kutscher: Der nasse Fisch – Das Hörspiel zu Babylon Berlin – Regie: Benjamin Quabeck (Hörspielserie (8 Teile) – WDR)
- 2018/2019: Edgar Linscheid und Stuart Kummer: Caiman Club – Regie: Stuart Kummer (WDR)[8]
- 2019: Bettina Wilpert: nichts, was uns passiert – Regie: Susanne Krings (Hörspiel – WDR)
- 2020: Edgar Linscheid und Stuart Kummer: Murat & Costa: Aufpassen – Regie: Stuart Kummer (WDR)[9]
- 2024: Tove Jansson: Die Mumins (Hörspiel – WDR)[10]

## Hörbücher
- 2019: Henrik Siebold Inspektor Takeda und die Toten von Altona Verlag: Aufbau Audio / Spotting Image, 2018 Aufbau Verlag GmbH & Co KG

## Bibliografie

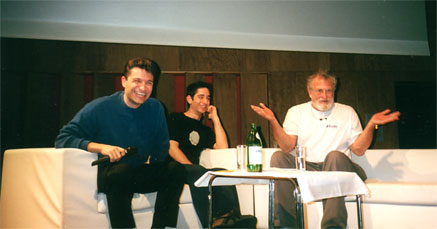
Denis Moschitto (Mitte) im Gespräch mit Evrim Sen (links) und John T. Draper (rechts)

- Hackerland – Das Logbuch der Szene. 3. Auflage. Klett-Cotta, 2001, ISBN 3-608-50029-4.
- Hackertales – Geschichten von Freund + Feind. 1. Auflage. Tropen Verlag, 2002, ISBN 3-932170-38-5.
- Manfred Hobsch, Ralf Krämer, Klaus Rathje: Filmszene D. Die 250 wichtigsten jungen deutschen Stars aus Kino und TV. Schwarzkopf & Schwarzkopf, Berlin 2004, ISBN 3-89602-511-2, S. 290 f.